# Алессандро Альтобеллі
Алесса́ндро Альтобе́ллі (італ. Alessandro Altobelli; нар. 28 листопада 1955, Сонніно) — колишній італійський футболіст, нападник. По завершенні ігрової кар'єри — спортивний функціонер.

## Клубна кар'єра
Вихованець футбольної школи клубу «Латина». Дорослу футбольну кар'єру розпочав 1973 року в основній команді того ж клубу, в якій провів один сезон, взявши участь у 28 матчах чемпіонату.
Протягом 1974—1977 років захищав кольори команди клубу «Брешія».
Своєю грою за останню команду привернув увагу представників тренерського штабу клубу «Інтернаціонале», до складу якого приєднався 1977 року. Відіграв за «нерадзуррі» наступні одинадцять сезонів своєї ігрової кар'єри. Більшість часу, проведеного у складі «Інтернаціонале», був основним гравцем атакувальної ланки команди. У складі «Інтернаціонале» був одним з головних бомбардирів команди, маючи середню результативність на рівні 0,4 гола за гру першості. За цей час виборов титул чемпіона Італії, ставав володарем Кубка Італії (двічі).
Протягом 1988—1989 років захищав кольори команди клубу «Ювентус».
Завершив професійну ігрову кар'єру у клубі «Брешія», у складі якого вже виступав раніше. Прийшов до команди 1989 року, захищав її кольори до припинення виступів на професійному рівні у 1990.

## Виступи за збірні
Протягом 1979—1980 років залучався до складу молодіжної збірної Італії. На молодіжному рівні зіграв у 2 офіційних матчах, забив 2 голи.
1980 року захищав кольори олімпійської збірної Італії. У складі цієї команди провів 3 матчі, забив 3 голи.
1980 року дебютував в офіційних матчах у складі національної збірної Італії. Протягом кар'єри у національній команді, яка тривала 9 років, провів у формі головної команди країни 61 матч, забивши 25 голів. У складі збірної був учасником чемпіонату Європи 1980 року в Італії, чемпіонату світу 1982 року в Іспанії, здобувши того року титул чемпіона світу, чемпіонату світу 1986 року у Мексиці, чемпіонату Європи 1988 року у ФРН, на якому команда здобула бронзові нагороди.
| Дата       | Місто              | Господарі         | Результат             | Гості          | Турнір                        | Голи | Примітки                                       |
| ---------- | ------------------ | ----------------- | --------------------- | -------------- | ----------------------------- | ---- | ---------------------------------------------- |
| 18/06/1980 | Рим                | Італія            | 0 – 0                 | Бельгія        | ЧЄ 1980 - 1-й етап            | -    | вийшов на 46'                                  |
| 21/06/1980 | Неаполь            | Чехословаччина    | 1 – 1 д.ч. (9-8 п.п.) | Італія         | ЧЄ 1980 - матч за 3 місце     | -    | 4-те місце                                     |
| 24/09/1980 | Генуя              | Італія            | 3 – 1                 | Португалія     | товариський матч              | 2    | вийшов на 46'                                  |
| 11/10/1980 | Люксембург         | Люксембург        | 0 – 2                 | Італія         | Відбір до ЧС 1982             | -    | замінений на 66'                               |
| 01/11/1980 | Рим                | Італія            | 2 – 0                 | Данія          | Відбір до ЧС 1982             | -    |                                                |
| 06/12/1980 | Афіни              | Греція            | 0 – 2                 | Італія         | Відбір до ЧС 1982             | -    |                                                |
| 03/01/1981 | Монтевідео         | Уругвай           | 2 – 0                 | Італія         | Золотий кубок чемпіонів світу | -    | замінений на 45'                               |
| 25/02/1981 | Рим                | Італія            | 0 – 3                 | Європа         | товариський матч              | -    | вийшов на 74'                                  |
| 17/10/1981 | Белград            | Югославія         | 1 – 1                 | Італія         | Відбір до ЧС 1982             | -    |                                                |
| 28/05/1982 | Женева             | Швейцарія         | 1 – 1                 | Італія         | товариський матч              | -    | вийшов на 6'                                   |
| 29/06/1982 | Барселона          | Італія            | 2 – 1                 | Аргентина      | ЧС 1982 - 2-й етап            | -    | вийшов на 80'                                  |
| 08/07/1982 | Барселона          | Італія            | 2 – 0                 | Польща         | ЧС 1982 - півфінал            | -    | вийшов на 70'                                  |
| 11/07/1982 | Мадрид             | Італія            | 3 – 1                 | ФРН            | ЧС 1982 - Фінал               | 1    | вийшов на 7', замінений на 89'. Чемпіони світу |
| 27/10/1982 | Рим                | Італія            | 0 – 1                 | Швейцарія      | товариський матч              | -    | вийшов на 31'                                  |
| 13/11/1982 | Мілан              | Італія            | 2 – 2                 | Чехословаччина | Відбір до ЧЄ 1984             | 1    |                                                |
| 04/12/1982 | Флоренція          | Італія            | 0 – 0                 | Румунія        | Відбір до ЧЄ 1984             | -    | вийшов на 19'                                  |
| 16/04/1983 | Бухарест           | Румунія           | 1 – 0                 | Італія         | Відбір до ЧЄ 1984             | -    | вийшов на 69'                                  |
| 29/05/1983 | Гетеборг           | Швеція            | 2 – 0                 | Італія         | Відбір до ЧЄ 1984             | -    | вийшов на 61'                                  |
| 05/10/1983 | Барі               | Італія            | 3 – 0                 | Греція         | товариський матч              | -    | вийшов на 76'                                  |
| 22/12/1983 | Перуджа            | Італія            | 3 – 1                 | Кіпр           | Відбір до ЧЄ 1984             | 1    |                                                |
| 04/02/1984 | Рим                | Італія            | 5 – 0                 | Мексика        | товариський матч              | -    |                                                |
| 03/03/1984 | Стамбул            | Туреччина         | 1 – 2                 | Італія         | товариський матч              | 1    |                                                |
| 07/04/1984 | Верона             | Італія            | 1 – 1                 | Чехословаччина | товариський матч              | -    |                                                |
| 22/05/1984 | Цюрих              | ФРН               | 1 – 0                 | Італія         | товариський матч              | -    | замінений на 79'                               |
| 26/05/1984 | Торонто            | Канада            | 0 – 2                 | Італія         | товариський матч              | 1    |                                                |
| 30/05/1984 | Нью-Йорк           | США               | 0 – 0                 | Італія         | товариський матч              | -    |                                                |
| 26/09/1984 | Мілан              | Італія            | 1 – 0                 | Швеція         | товариський матч              | -    |                                                |
| 03/11/1984 | Лозанна            | Швейцарія         | 1 – 1                 | Італія         | товариський матч              | -    |                                                |
| 08/12/1984 | Пескара            | Італія            | 2 – 0                 | Польща         | товариський матч              | 1    | замінений на 79'                               |
| 05/02/1985 | Дублін             | Ірландія          | 1 – 2                 | Італія         | товариський матч              | 1    | замінений на 68'                               |
| 13/03/1985 | Афіни              | Греція            | 0 – 0                 | Італія         | товариський матч              | -    | замінений на 72'                               |
| 03/04/1985 | Асколі-Пічено      | Італія            | 2 – 0                 | Португалія     | товариський матч              | -    | замінений на 60'                               |
| 02/06/1985 | Мехіко             | Мексика           | 1 – 1                 | Італія         | товариський матч              | -    | замінений на 78'                               |
| 06/06/1985 | Мехіко             | Італія            | 2 – 1                 | Англія         | товариський матч              | 1    |                                                |
| 25/09/1985 | Лечче              | Італія            | 1 – 2                 | Норвегія       | товариський матч              | 1    |                                                |
| 16/11/1985 | Хожув              | Польща            | 1 – 0                 | Італія         | товариський матч              | -    | замінений на 78'                               |
| 05/02/1986 | Авелліно           | Італія            | 1 – 2                 | ФРН            | товариський матч              | -    | замінений на 68'                               |
| 26/03/1986 | Удіне              | Італія            | 2 – 1                 | Австрія        | товариський матч              | 1    |                                                |
| 11/05/1986 | Неаполь            | Італія            | 2 – 0                 | КНР            | товариський матч              | 1    | замінений на 45'                               |
| 31/05/1986 | Мехіко             | Італія            | 1 – 1                 | Болгарія       | ЧС 1986 - 1-й етап            | 1    |                                                |
| 05/06/1986 | Пуебла             | Італія            | 1 – 1                 | Аргентина      | ЧС 1986 - 1-й етап            | 1    |                                                |
| 10/06/1986 | Пуебла             | Італія            | 3 – 2                 | Південна Корея | ЧС 1986 - 1-й етап            | 2    | на 36' не забив пенальті                       |
| 17/06/1986 | Мехіко             | Франція           | 2 – 0                 | Італія         | ЧС 1986 - 1/8 фіналу          | -    |                                                |
| 08/10/1986 | Болонья            | Італія            | 2 – 0                 | Греція         | товариський матч              | -    | замінений на 73'                               |
| 15/11/1986 | Мілан              | Італія            | 3 – 2                 | Швейцарія      | Відбір до ЧЄ 1988             | 2    |                                                |
| 06/12/1986 | Валетта            | Мальта            | 0 – 2                 | Італія         | Відбір до ЧЄ 1988             | 1    | кап., не забив два пенальті, на 47 та на 62'   |
| 24/01/1987 | Бергамо            | Італія            | 5 – 0                 | Мальта         | Відбір до ЧЄ 1988             | 2    |                                                |
| 14/02/1987 | Лісабон            | Португалія        | 0 – 1                 | Італія         | Відбір до ЧЄ 1988             | 1    |                                                |
| 18/04/1987 | Кельн              | ФРН               | 0 – 0                 | Італія         | товариський матч              | -    | замінений на 45'                               |
| 28/05/1987 | Осло               | Норвегія          | 0 – 0                 | Італія         | товариський матч              | -    | замінений на 79'                               |
| 03/06/1987 | Стокгольм          | Швеція            | 1 – 0                 | Італія         | Відбір до ЧЄ 1988             | -    | кап.                                           |
| 10/06/1987 | Цюрих              | Італія            | 3 – 1                 | Аргентина      | товариський матч              | -    | кап., замінений на 49'                         |
| 23/09/1987 | Піза               | Італія            | 1 – 0                 | Югославія      | товариський матч              | 1    | замінений на 58'                               |
| 17/10/1987 | Берн               | Швейцарія         | 0 – 0                 | Італія         | Відбір до ЧЄ 1988             | -    | замінений на 82'                               |
| 14/11/1987 | Неаполь            | Італія            | 2 – 1                 | Швеція         | Відбір до ЧЄ 1988             | -    | кап.                                           |
| 05/12/1987 | Мілан              | Італія            | 3 – 0                 | Португалія     | Відбір до ЧЄ 1988             | -    | кап., замінений на 68'                         |
| 04/06/1988 | Брешія             | Італія            | 0 – 1                 | Уельс          | товариський матч              | -    | вийшов на 46'                                  |
| 10/06/1988 | Дюссельдорф        | ФРН               | 1 – 1                 | Італія         | ЧЄ 1988 - 1-й етап            | -    | вийшов на 89'                                  |
| 14/06/1988 | Франкфурт-на-Майні | Італія            | 1 – 0                 | Іспанія        | ЧЄ 1988 - 1-й етап            | -    | вийшов на 68'                                  |
| 17/06/1988 | Кельн              | Італія            | 2 – 0                 | Данія          | ЧЄ 1988 - 1-й етап            | 1    | вийшов на 67'                                  |
| 22/06/1988 | Штутгарт           | СРСР              | 2 – 0                 | Італія         | ЧЄ 1988 - півфінал            | -    | вийшов на 46'                                  |
| Усього     |                    | Матчів (24 місце) | 61                    |                | Голів (6 місце)               | 25   |                                                |

## Титули та досягнення

### Командні
- Чемпіон Італії (1):

«Інтернаціонале»: 1979–80
- Володар Кубка Італії (2):

«Інтернаціонале»: 1977–78, 1981–82
- Чемпіон світу (1):

1982

### Особисті
- Найкращий бомбардир Кубка Італії (1):

«Інтернаціонале»: 1981–82 (9)